# Junkers Jumo 211
El  Junkers Jumo 211 fue un motor aeronáutico en configuración V12 invertida a 60° producido por la firma Junkers Flugzeug und Motorenwerke AG durante la Segunda Guerra Mundial, siendo competidor directo del afamado Daimler-Benz DB 601 y desarrollado de forma casi paralela a este. Mientras el motor de Daimler-Benz fue en su mayoría utilizado en aviones de caza monomotor y bimotor, el Jumo fue principalmente instalado en bombarderos como sus propios modelos Ju 87 y Ju 88 y los ejemplares de la serie H del bombardero medio Heinkel He 111 entre otros. Fue el motor aeronáutico alemán más producido durante la guerra, con cerca de 70000 ejemplares completados.

## Historia, diseño y desarrollo

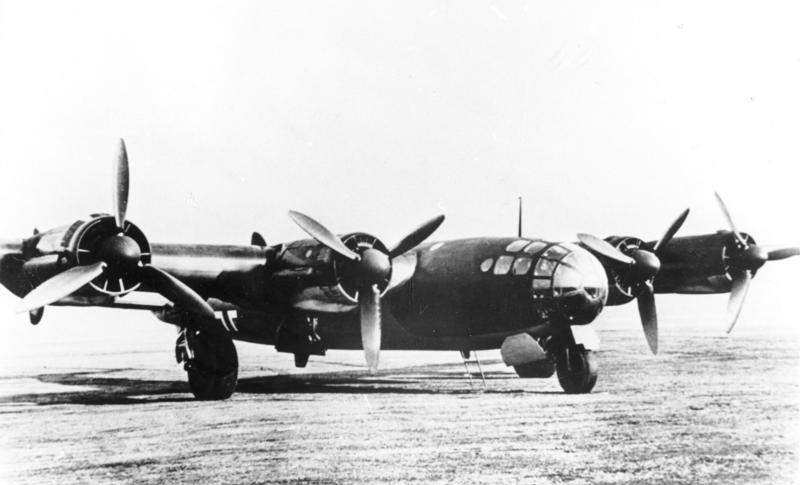
Con fines documentales, el Archivo Federal Alemán conservó a menudo los títulos de las imágenes originales, que pueden ser erróneos, tendenciosos, obsoletos o políticamente extremos. Me 264 V1, Fernbomber, Aufklärer. Werkfoto Messerschmitt (MBB) 6/264

El Jumo 211 fue desarrollado por el Dr. ing. Franz Josef Neugebauer como sucesor ampliado del anterior Junkers Jumo 210. El Jumo 210 fue el primer motor alemán de aviación moderno, con tres válvulas por cilindro, un cárter de fundición y sobrealimentador de serie. Cuando se diseñó a principios de la década de 1930, su potencia de diseño de 508 kW (690 PS o 681 hp) al despegue era una potencia nominal relativamente común y muchos diseños alemanes de antes de la guerra se basaron en ella. A medida de su mayor desarrollo, el 210G introdujo una inyección de combustible directa impulsada por pistón, lo que le permitió alcanzar su máximo potencial.
La década de 1930 vio una rápida mejora en el rendimiento de las aeronaves y grandes aumentos de tamaño. En 1934, incluso antes de que el nuevo Jumo 210 hubiera completado sus pruebas de aceptación, el Reichsluftfahrtministerium (RLM) envió una solicitud para un nuevo  motor de la categoría de 1000 PS (986 hp / 736 kW) con aproximadamente 500 kg de peso. Tanto Junkers como Daimler-Benz respondieron, y para entrar en servicio antes que el nuevo Daimler-Benz DB 600, el equipo diseñador del Jumo 211 decidió que su nuevo diseño fuera lo más similar posible a su modelo 210H, en aquellos momentos en prueba.
Se construyó una serie prototipo en la planta de Junkers en Dessau en 1935 y comenzó a probarse en abril de 1936. Al igual que el 210H, presentaba un sistema mecánico de inyección directa de combustible que utilizaba pequeños pistones accionados desde el cigüeñal, tres válvulas por cilindro y un diseño en V invertida; también disponía de un sistema de refrigeración de ciclo abierto, trabajando a presión atmosférica.  La producción limitada del Jumo 211A de 1100 PS (1085 hp; 809 kW) comenzó en abril de 1937 en Dessau, con poco más de 1000 completados antes de que se trasladara la producción completa a la planta de construcción de motores en Neustadt-Magdeburg en julio.
Se proporcionaron tres modelos con diferentes configuraciones. El tipo de producción inicial fueron los Jumo 211A-0 a A-3, que se construyeron a partir de abril de 1937; tenían una potencia de 735 kW (A-0), 790 kW (A-1) y 809 kW (A-3) para su sobrealimentador de dos velocidades, ajustado para un rendimiento diferente a baja altitud versus gran altitud. El primer prototipo de avión propulsado por el 211A-1, un Heinkel He 111E apareció en 1937. El desarrollo del 211 continuó con el lanzamiento del Jumo 211B en 1938, con unas rpm máximas ligeramente aumentadas a 2400, con lo que se aumentó la potencia a 1200 PS (1184 hp). Los últimos 211C y 211D diferían principalmente en las relaciones de transmisión de la hélice y otras características.
El diseño del Daimler-Benz DB 600 de la competencia era generalmente similar pero carecía del sistema de inyección directa. Cuando el RLM expresó su opinión de que todos los motores futuros incluyeran esta función, Daimler respondió presentando el Daimler-Benz DB 601 a finales de 1937.
Junkers Motorenwerke inició una importante actualización en 1940 adaptando el Jumo 211 con un sistema de refrigeración presurizado. Bajo presión, el punto de ebullición del agua aumenta, lo que permite que el motor funcione más caliente. Esto, a su vez, permite que una determinada cantidad de líquido refrigerante se lleve más energía. Como resultado, el motor podría funcionar con configuraciones de mayor potencia con un sistema de radiador más pequeño. El Jumo 211E resultante demostró ser capaz de funcionar con configuraciones de potencia mucho más altas sin sobrecalentarse, por lo que fue seguido rápidamente por el 211F, que incluía un cigüeñal reforzado y un sobrealimentador más eficiente. Funcionando a 2600 rpm, el 211F entregaba 1340 PS (1320 hp; 990 kW) y el 211J (un 211F con intercooler) 1420 PS (1400 hp; 1040 kW). Diversas mejoras de esta línea básica llevaron al 211N de 1450 PS (1430 hp; 1070 kW) y al 211P de 1500 PS (1500 hp; 1100 kW) en 1943. Eran equivalentes a los 211F/J pero con ligeros aumentos de impulso y funcionando hasta las 2700 rpm. El desarrollo continuo de la línea 211 dio lugar al Junkers Jumo 213.
El Jumo 211 se convirtió en el principal motor instalado en los bombarderos de la Luftwaffe, en gran parte debido a que Junkers también construyó la mayoría de los bombarderos en uso. Por supuesto, dado que fue la Luftwaffe la que seleccionó el motor final que se utilizaría después de las pruebas competitivas en prototipos (como el Dornier Do 217), ciertamente hay más. La capacidad de producción limitada para cada tipo y el hecho de que el Jumo 211 era perfectamente capaz (si no superior) en una instalación de bombarderos, significaba que tenía sentido utilizar los dos tipos principales al máximo; dado que el Daimler-Benz tenía una ligera ventaja en una aplicación liviana monomotor, dejó al Jumo 211 para cumplir con los restantes cometidos como motor de bombarderos; aunque incluso esto, finalmente, no fue suficiente y motores radiales como el BMW 801 se pusieron en servicio con mayor frecuencia junto con las series finales de los Jumo y DB.
La producción total de la serie 211 ascendió a 68.248 motores, incluidos 1046 prototipos y motores de desarrollo, con un pico de producción de 1700 motores por mes en el otoño de 1942. Desde 1937 hasta mediados de 1944, la producción se distribuyó entre las fábricas de Magdeburg, Köthen, Leipzig, Stettin y Estrasburgo. Fue el motor de aviación alemán más producido durante la Segunda Guerra Mundial, y es muy probable que haya sido el primer modelo de motor de aviación alemán seleccionado para "unir" un módulo Kraftei; esto es, una instalación de motor modular "unitaria" completa, que consiste en un motor y todo el equipo auxiliar, que se puede intercambiar entre equipos diseñados adecuadamente, con puntos de conexión y conectores de cambio rápido estandarizados, tal como se utilizaron las unidades Kraftei para el Ju 88A, o para propulsar al prototipo Messerschmitt Me 264 V1, competidor del Junkers Ju 390 por el contrato del Amerika Bomber en diciembre de 1942.

## Variantes
- Las potencias y velocidades de rotación son para despegues a nivel del mar.[2]

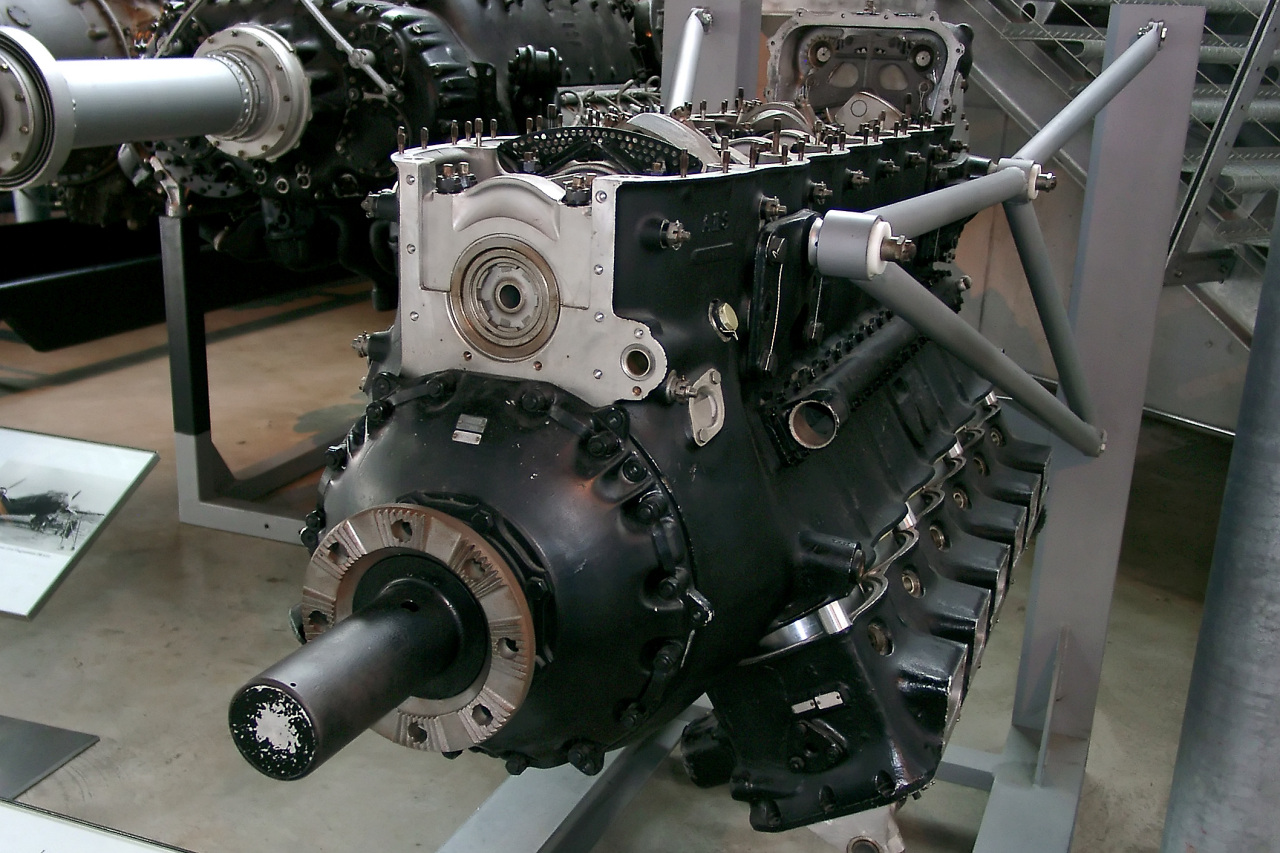
Junkers Motoren Jumo 211F

| Modelo de motor       | Potencia en PS | Potencia en hp | Potencia en kW | Potencia a: r/min |
| --------------------- | -------------- | -------------- | -------------- | ----------------- |
| Jumo 211 (1935)       | 1000           | 986            | 736            | 2200              |
| Jumo 211A (1937)      | 1100           | 1085           | 809            | 2300              |
| Jumo 211B, C, D, H, G | 1200           | 1184           | 883            | 2400              |
| Jumo 211F, L, M, R    | 1340           | 1322           | 986            | 2600              |
| Jumo 211J             | 1420           | 1401           | 1044           | 2600              |
| Jumo 211N             | 1450           | 1430           | 1067           | 2700              |
| Jumo 211P             | 1500           | 1479           | 1103           | 2700              |

## Especificaciones (Jumo 211Ba / 211Da)
- Datos: Flugzeug-Typenbuch. Handbuch der deutschen Luftfahrt- und Zubehör-Industrie 1944 [3]

## Características generales
- Tipo: motor aeronautico 12 cilindros en V invertida a 60° refrigerado por líquido
- Diámetro: 150 mm
- Carrera: 165 mm
- Cilindrada: 34,97 l
- Longitud: 1745 mm
- Ancho: 804 mm
- Altura: 1059 mm
- Peso en seco: 640 kg

## Componentes
- Tren de válvulas: árbol de levas en cabeza y balancines, 3 válvulas por cilindro (dos de entrada y una de escape)
- Sobrealimentador: sobrealimentador de tipo centrífugo de dos velocidades con control de impulso automático
- 211Ba: unidad de relación alta de 7,82:1
- 211Da: transmisión de relación alta de 11,375:1
- Sistema de combustible: inyección directa de combustible
- Tipo de combustible: gasolina de 87 octanos
- Sistema de aceite: Alimentación a presión a 4–6 atm (59–88 psi; 4,1–6,1 bar)
- Sistema de refrigeración: Refrigerado por líquido, etilenglicol

## Actuación
Salida de potencia
- 1200 PS (1183,6 hp; 882,6 kW) a 2400 r/min (1') al nivel del mar
- 1020 PS (1006,0 hp; 750,2 kW) a 2400 r/min (5') al nivel del mar
- 950 PS (937 hp; 699 kW) a 2300 r/min (30') al nivel del mar
- 800 PS (789 hp; 588 kW) a 2100 r/min (máx. continuo) al nivel del mar
- 660 PS (651 hp; 485 kW) a 2300 r/min (crucero) al nivel del mar
- 1025 PS (1011 hp; 754 kW) a 2200 r/min a 1710 m  relación baja del sobrealimentador
- 975 PS (962 hp; 717 kW) a 2200 r/min ( / ) a 4200 m; relación alta de sobrealimentador
- Potencia específica: 34,35 PS/l (25,26 kW/l)
- Relación de compresión: 6,5:1
- Consumo específico de combustible: 0,214 kg/PSh (0,291 kg/kWh) al máximo continuo
- Consumo de aceite: 0,010–0,015 kg/PSh (0,014–0,020 kg/kWh)
- Relación potencia-peso: 1894 PS/kg (1393 kW/kg)
- Engranaje reductor: Spur
- 211Ba: 0,595:1
- 211Da: 0,645:1
- Presión media efectiva al freno - BMEP -: 12,87 atm (13,04 bar; 189,1 psi)

## Tipos de aeronaves equipadas con Jumo 211
- Avia S-199  (Junkers Jumo 211F)
- CASA 2.111 A/C/F (motores Jumo 211F-2)
- Dornier Do 217 V2 a V6 (Junkers Jumo 211B-1)
- Focke-Wulf Ta 154
- Heinkel He 111
- IAR 79 (versión bimotor rumana del SM.79 con Jumo 211Da / Jumo 211F)
- Junkers Ju 87
- Junkers Ju 88A/C
- Junkers Ju 90 V2 (cuatro Jumo 211F)
- Junkers Ju 252 V1 / Ju 251A-1 (tres Jumo 211F-1)
- Messerschmitt Me 264 V1 (cuatro Jumo 211J-1)
- Messerschmitt Me 323 V14 (seis Jumo 211F)
- Savoia-Marchetti JIS-79B (variante bimotor rumana con Jumo 211Da)

### Desarrollos relacionados
- Junkers Jumo 213

### Motores similares
- Daimler-Benz DB 600 / Daimler-Benz DB 601

### Listas relacionadas
- Anexo:Motores aeronáuticos alemanes de la Segunda Guerra Mundial
- Anexo:Motores aeronáuticos